# 守山市 (愛知県)
守山市（もりやまし）は、かつて愛知県に存在した市。
現在の名古屋市守山区に該当する。昭和の大合併で、愛知県では唯一廃止された市である。名古屋市のベッドタウンとして発展したが、守山市が誕生してすぐに名古屋市と合併の動きがあり、市として存在した期間は9年程である。
庄内川、矢田川沿いに位置し、東部は標高100m前後の丘陵地帯である。「守山」は「森山」が転じた地名と推測され、近世以前は「森山」と表記される文献もある。
同名の市として滋賀県守山市があるが、滋賀県守山市は1970年に市制施行であり、重複とはなっていない。
守山市役所が存在していた場所は、現在守山図書館となっている。

## 地理
守山区#地理を参照。

### 隣接する自治体
- 名古屋市
  - 北区
  - 東区
  - 千種区[注 4]
- 春日井市
- 瀬戸市
- 東春日井郡旭町
- 愛知郡長久手村

## 歴史
- 戦国時代初期、尾張国山田郡が分割され、春日井郡と愛知郡に編入される[注 5]。
- 1521年（大永元年） - 松平信定により、守山城が築かれる[2]。
- 1535年（天文4年） - 三河国岡崎城主・松平清康が、守山城で家臣の阿部正豊に暗殺される[2]（森山崩れ）。
- 江戸時代、この地域は尾張国春日井郡であり、尾張藩領であった[3]。
- 1878年（明治11年） - 大森垣外村と牛牧村が合併し、大森垣外村となる[4]。
- 1880年（明治13年）2月5日 - 春日井郡が東春日井郡と西春日井郡に分割され、この地域は東春日井郡となる。
- 1889年（明治22年）10月1日 -
  - 守山村、川村、金屋坊村、大森垣内村、大永寺村が合併し、二城村となる[5]。
  - 幸心村と瀬古村が合併し、高間村となる[6]。
  - 大森村と森孝新田が合併し、大森村となる[7]。
- 1897年（明治30年） - 旧日本陸軍第3師団第5旅団歩兵第33連隊が名古屋市中区から移駐。
- 1906年（明治39年）7月16日 - 二城村、高間村、大森村、小幡村が合併し町制施行。守山町となる[2]。
- 1954年（昭和29年）6月1日 - 東春日井郡志段味村を編入。即日市制施行し、守山市となる（愛知県下18番目の市）[2]。
- 1963年（昭和38年）2月15日 - 名古屋市に編入される（名守合併）。名古屋市13番目の区の守山区となる[2]。

### 名古屋市への編入への経緯
- 1951年（昭和26年）、当時の守山町長により、守山町は市制移行事項を議会に提案し可決される。1953年（昭和28年）には守山町、旭町、志段味村の2町1村での合併、市制が計画される。しかし、旭町は単独市制を望み離脱[注 6]。そのため、守山町と志段味村とで合併し、守山市となる。
- 1955年（昭和30年）、第1回市議会議員選挙の結果、名古屋市との合併を推進する議員多数を占めることとなる。また、住民からも名古屋市との合併を望む声が多かったため、1960年（昭和35年）に住民投票を実施して合併の賛否を問うことが決定する。しかし、1959年（昭和34年）9月26日の伊勢湾台風の被災復興のため、延期となる。
- 1961年（昭和36年）10月、住民に世論調査を行い、名古屋市との合併に賛成が81.94%に及ぶ。この結果を踏まえて、1962年（昭和37年）1月に守山市は名古屋市への合併を申し入れる。同年9月に名古屋市議会は合併受け入れを議決する。

## 市長
- 加藤千一（1954年6月1日 - 1955年2月　前・守山町長）
- 黒田毅（1955年2月 - 1963年2月14日）

町長
- 樋口善右衛門

## 教育

### 大学
- 金城学院大学

### 高校
- 愛知県立緑丘商業高等学校（現・愛知県立緑丘高等学校）
- 守山女子商業高等学校（現・菊華高等学校）

### 中学校
- 守山市立守山中学校（現・名古屋市立守山中学校）
- 守山市立守山東中学校（現・名古屋市立守山東中学校）
- 守山市立守山西中学校（現・名古屋市立守山西中学校）
- 守山市立志段味中学校（現・名古屋市立志段味中学校）

### 小学校
- 守山市立大森小学校（現・名古屋市立大森小学校）
- 守山市立小幡小学校（現・名古屋市立小幡小学校）
- 守山市立守山小学校（現・名古屋市立守山小学校）
- 守山市立廿軒家小学校（現・名古屋市立廿軒家小学校）
- 守山市立鳥羽見小学校（現・名古屋市立鳥羽見小学校）
- 守山市立瀬古小学校（現・名古屋市立瀬古小学校）
- 守山市立志段味東小学校（現・名古屋市立志段味東小学校）
- 守山市立志段味西小学校（現・名古屋市立志段味西小学校）

## 公共機関など
- 国立療養所志段味荘（現・国立病院機構東尾張病院）
- 守山市立守山市民病院（現・名古屋市立東部医療センター守山市民病院→守山いつき病院）
- 守山警察署
- 自衛隊守山駐屯地

## 交通

### 鉄道
- 名古屋鉄道瀬戸線
  - 守山市駅（現：守山自衛隊前駅） - 瓢簞山駅 - 小幡駅 - 小幡原駅[注 7] - 喜多山駅 - 大森駅（現：大森・金城学院前駅）
- 名古屋鉄道小牧線
※通過のみ[注 8] 。
- 国鉄中央本線
※通過のみ[注 9]

## 名所・旧跡
- 生玉稲荷神社
- 勝手社
- 龍泉寺
- 志段味古墳群
  - 尾張戸神社古墳
  - 白鳥塚古墳
  - 白鳥古墳群
  - 志段味大塚古墳
  - 東大久手古墳
  - 西大久手古墳
- 勝手塚古墳
- 守山城址
- 志段味城址

## 出身有名人
- 大島宇吉 （愛知絵入新聞（現・中日新聞社）社主。元・衆議院議員）
- 川島なお美（女優）
- 竹市雅俊（細胞生物学者、発生生物学者） - 旧守山町出身